# そんな彼女のラブストーリー（自称）
『そんな彼女のラブストーリー（自称）』（そんなかのじょのらぶすとーりー（じしょう））は、森ゆきえ作のギャグ漫画。『めだかの学校』6巻収録。

## あらすじ
女子高のバドミントン部の美千代は彼氏がどうしても欲しくて、男を追いかけて彼氏作りをしている。行動がおかしいので男は逃げられる。その行動に沙織は気苦労している。バドミントン部が少ないからと部員を募集していたら、偶然にジャージ部と会い、無理無理に華月玲に入部させられそうになって、ジャージ部がバドミントン部に入りバドミントン部とジャージ部一緒にした。

## 登場人物

### バドミントン部
林 美千代 （はやし みちよ）
バドミントン部部長。この物語の主人公（？）。彼氏を作ることに異常な執着があり、そのためなら手段を選ばない性格破綻者。頑丈な体をしており、校舎の階からコンクリートの地面に落ちても流血だけで済んだり、トラックに追いかけられ北海道まで走れる。黒魔術が使えるらしい。
長井 沙織 （ながい さおり）
後輩。バドミントン部の部員。ごく普通の高校生活を送りたいと願う苦労人。暴走した美千代を止めるためによくラケットで殴るが、ちょっと強く叩き過ぎる。

### ジャージ部
華月  玲 （かづき れい）
ジャージ部部長の3年生、ジャージを愛着している。美人。素でぶっとんだ言動や行動を行う。ジャージとは結婚の約束までしたらしい。
飯島 佳子 （いいじま かこ）
ジャージ部の部員。2年生。的確なツッコミをいれる。ジャージ部に専念するために彼氏と別れたらしい。
阿野部 律 （あのべ りつ）
ジャージ部の部員。1年生。眼鏡をかけている。背が低い。

### 顧問
松山先生 （まつやませんせい）
バドミントン部の顧問。古典の教師でもある。美千代からはバドミントンのシャトルから身を守るため盾にされたり、男の気を引くための道具にされたりと扱いが酷い。ラケットを持った際どこかを骨折し救急車で運ばれた。

### その他
健一 （けんいち）
美千代の前の彼氏。清澄高校在学。彼女をとっかえひっかえの女好き。美千代をふったために会うたび殺されそうになる（それが原因で一時期極度の女嫌いになった）。
淳 （じゅん）
沙織の彼氏。

## 掲載号
- 『りぼん』1999年初夏のびっくり大増刊号
- 『りぼん』1999年秋のびっくり大増刊号
- 『りぼん』2001年早春のびっくり大増刊号
- 『りぼん』2002年早春のびっくり大増刊号
- 『りぼん』2002年春のびっくり大増刊号
- 番外編（『めだかの学校』6巻）